# Jules Ramey
Pour les articles homonymes, voir Ramey.
Jules Ramey, né le 24 mai 1796 à Paris où il est mort le 29 octobre 1852, est un sculpteur français.

## Biographie
Jules Ramey est l'élève de son père, le sculpteur Claude Ramey (1754-1838), puis est admis à l'École des beaux-arts de Paris dans l'atelier de Pierre Cartellier (1757-1831).
En 1815, il remporte le grand prix de Rome de sculpture pour son œuvre Ulysse reconnu par son chien, alors qu'il avait obtenu le second grand prix l'année précédente.
Il est connu pour avoir décoré, avec David d'Angers (1788-1856), l'Arc de triomphe  dit Porte d'Aix de la place Jules-Guesde à Marseille, de 1828 à 1839.
Devenu enseignant, il remplace Pierre Cartellier à l'École des beaux-arts de Paris en 1832. Jules Ramey ouvre un atelier réputé avec le sculpteur Auguste Dumont (1801-1884).

## Œuvres dans les collections publiques
- Dampierre-en-Yvelines, château de Dampierre : Thésée combattant le Minotaure, 1854, groupe en bronze.
- Dijon, musée des Beaux-Arts :Vénus anadyomède, 1820, copie d'après l'antique, marbre.
- Marseille, place Jules-Guesde, : bas-reliefs pour l'Arc de triomphe dit Porte d'Aix, 1839, en collaboration avec Pierre-Jean David d'Angers.
- Paris :
  - chapelle de la Sorbonne : Tombeau d'Armand-Emmanuel du Plessis de Richelieu, groupe en marbre.
  - École nationale supérieure des beaux-arts : Ulysse reconnu par son chien, 1815, plâtre[3].
  - église de la Madeleine, sous le péristyle, façade postérieure, côté rue Tronchet : Saint Luc, statue en pierre.
  - église Saint-Vincent-de-Paul : Saint Pierre et Saint Paul, statues en pierre.
  - jardin des Tuileries : Thésée combattant le Minotaure, 1826, groupe en pierre[4].

Œuvres de Jules Ramey
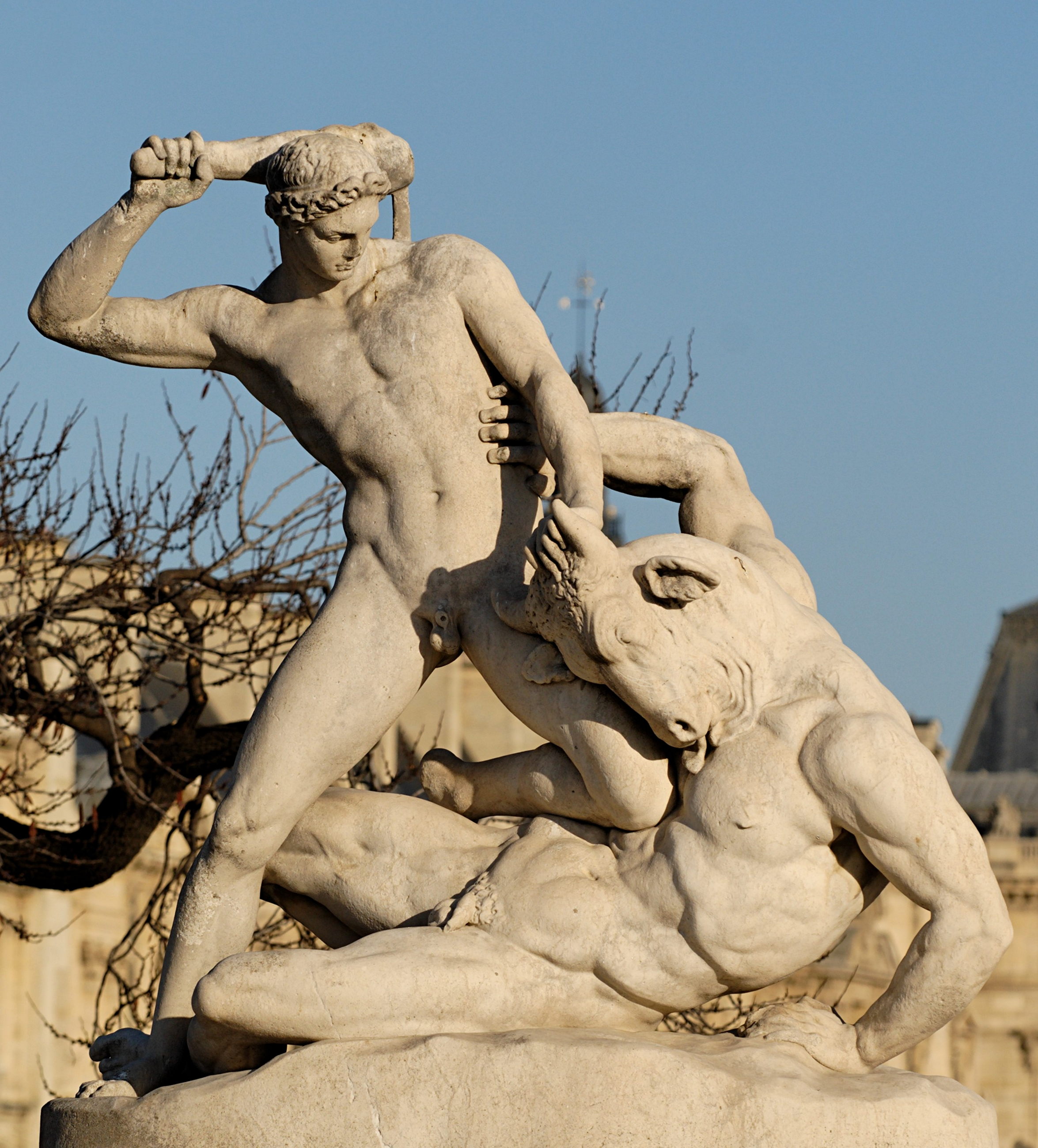
Thésée et le Minotaure (1826), Paris, jardin des Tuileries.
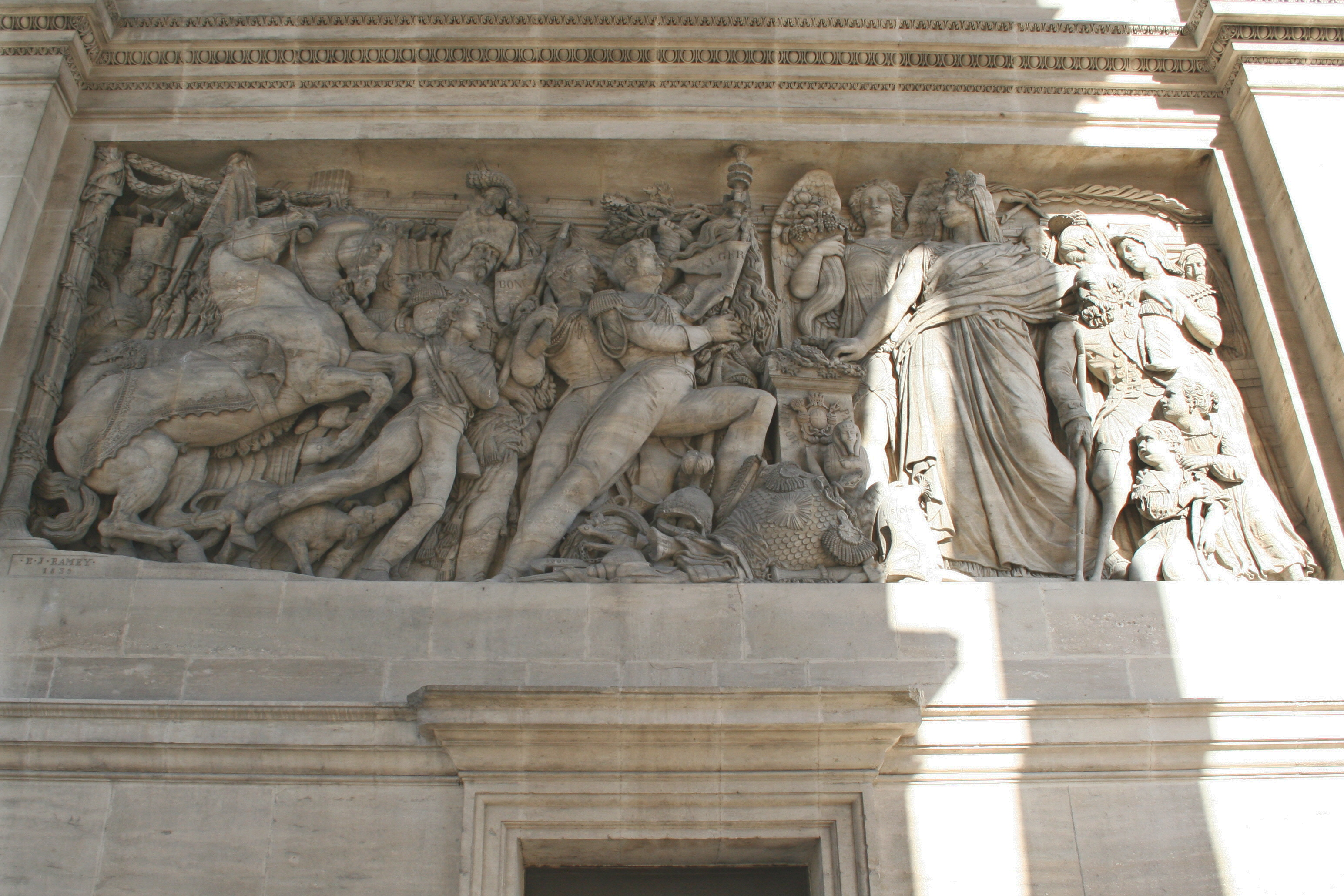
Le Retour des braves après la victoire[5] (1839), bas-relief sur l'Arc de triomphe dit Porte d'Aix, place Jules-Guesde à Marseille.
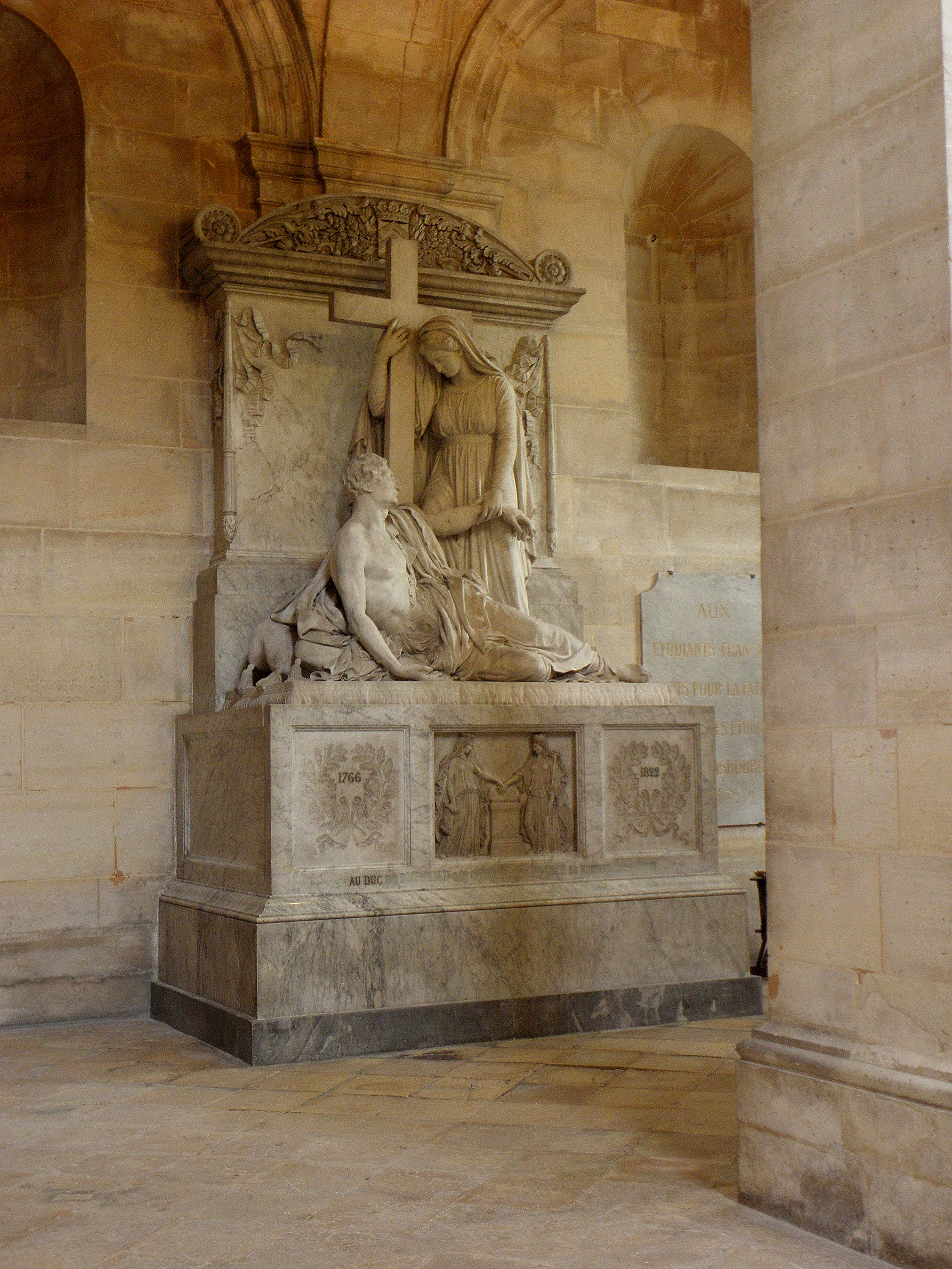
Tombeau d'Armand-Emmanuel du Plessis de Richelieu, Paris, chapelle de la Sorbonne.

## Élèves
- Vincent Baron (1820-1892).
- Hippolyte Bonnardel (1824-1859).
- Guillaume Bonnet sculpteur.
- Jean-Joseph Coupon
- Paul-Auguste-Sylvaire Bonnifay (1814-1885).
- Léon Breuil (1826-1901).
- Gabriel-Vital Dubray (1813-1892).
- Jean-Jacques Feuchère (1807-1852).
- François Jouffroy (1806-1882).
- Victor Huguenin (1802-1860).
- Georges Jacquot (1794-1874).
- Jean-Baptiste-Jules Klagmann (1810-1867).
- Alfred-Adolphe-Édouard Lepère (1827-1904), élève en 1847.
- Amédée Ménard (1806-1873).
- Mathurin Moreau (1822-1912).
- Pierre-Bernard Prouha (1822-1888).
- Jules Salmson (1823-1902).
- Charles Soulacroix (1825-1899).